# Sangwonsa
Sangwonsa est un temple bouddhiste de l'ordre Jogye situé sur le mont Odaesan dans le parc national d'Odesan, dans le nord-ouest de la province de Gangwon. Il est situé à 8 km de Woljeongsa, le principal temple bouddhiste de la région.

## Histoire
Érigé en 644, la 12e année du règne de la reine Seondeok de Silla, par le moine bouddhiste Jajang, il a été reconstruit et rénové à plusieurs reprises. La forme actuelle du temple est due aux travaux de reconstruction effectués en 1947, après un incendie désastreux l'année précédente.

## Cloche de Sangwonsa
Le temple abrite la cloche de Sangwonsa, un des  trésors nationaux de Corée du Sud (n°36)

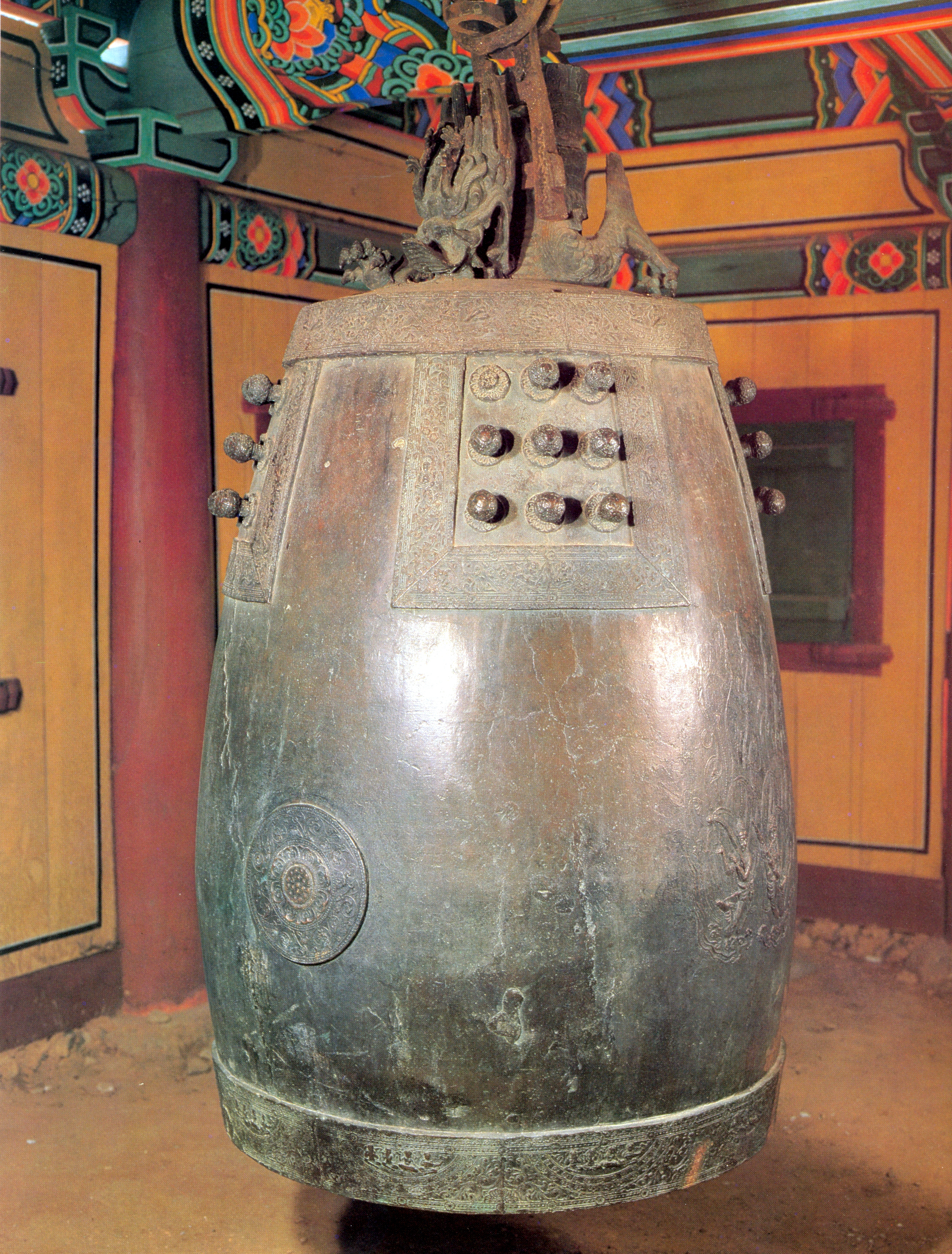
La cloche de Sangwonsa

## Horaires d'ouverture
De deux heures avant le lever du soleil jusqu'à avant le coucher du soleil.